# Ivan Osiier
Ivan Joseph Martin Osiier (Copenaghen, 16 dicembre 1888 – Copenaghen, 25 settembre 1965) è stato uno schermidore danese, uno tra gli atleti con più presenze ai Giochi olimpici grazie a nove partecipazioni consecutive dai Giochi della IV Olimpiade di Londra del 1908 ai Giochi della XIV Olimpiade, sempre di Londra del 1948 ad eccezione dei Giochi di Berlino del 1936.

## Biografia
Ad eccezione della prima, dove ha partecipato solamente al concorso della spada, e dell'ultima partecipazione, dove ha gareggiato nel fioretto a squadre e nella sciabola individuale, ha fatto parte della squadra danese di ogni arma.
Il suo miglior risultato è stato l'argento conquistato nella spada individuale ai Giochi della V Olimpiade di Stoccolma del 1912. Altri risultati di rilievo sono stati il quarto posto nel fioretto squadre ad Anversa nel 1920 e a Los Angeles nel 1932.
Ha vinto dieci volte il titolo danese di spada (1913, 1915, 1917, 1918, 1919, 1923, 1924, 1927, 1928, 1929), cinque di spada (1915, 1916, 1917, 1927, 1928) e dieci volte quello di sciabola (1913, 1916, 1917, 1918, 1919, 1920, 1922, 1923, 1928, 1929).
Ai Campionati Scandinavi ha collezionato sei titoli di fioretto, sei di sciabola e uno di spada.
Fu il primo danese a conquistare una medaglia olimpica nella scherma, la seconda fu sua moglie Ellen Osiier che conquistò l'oro ai Giochi della VIII Olimpiade, diventando l'unico cittadino danese ad aver mai conquistato l'oro in questa disciplina.